# Нордвик (Норвегия)

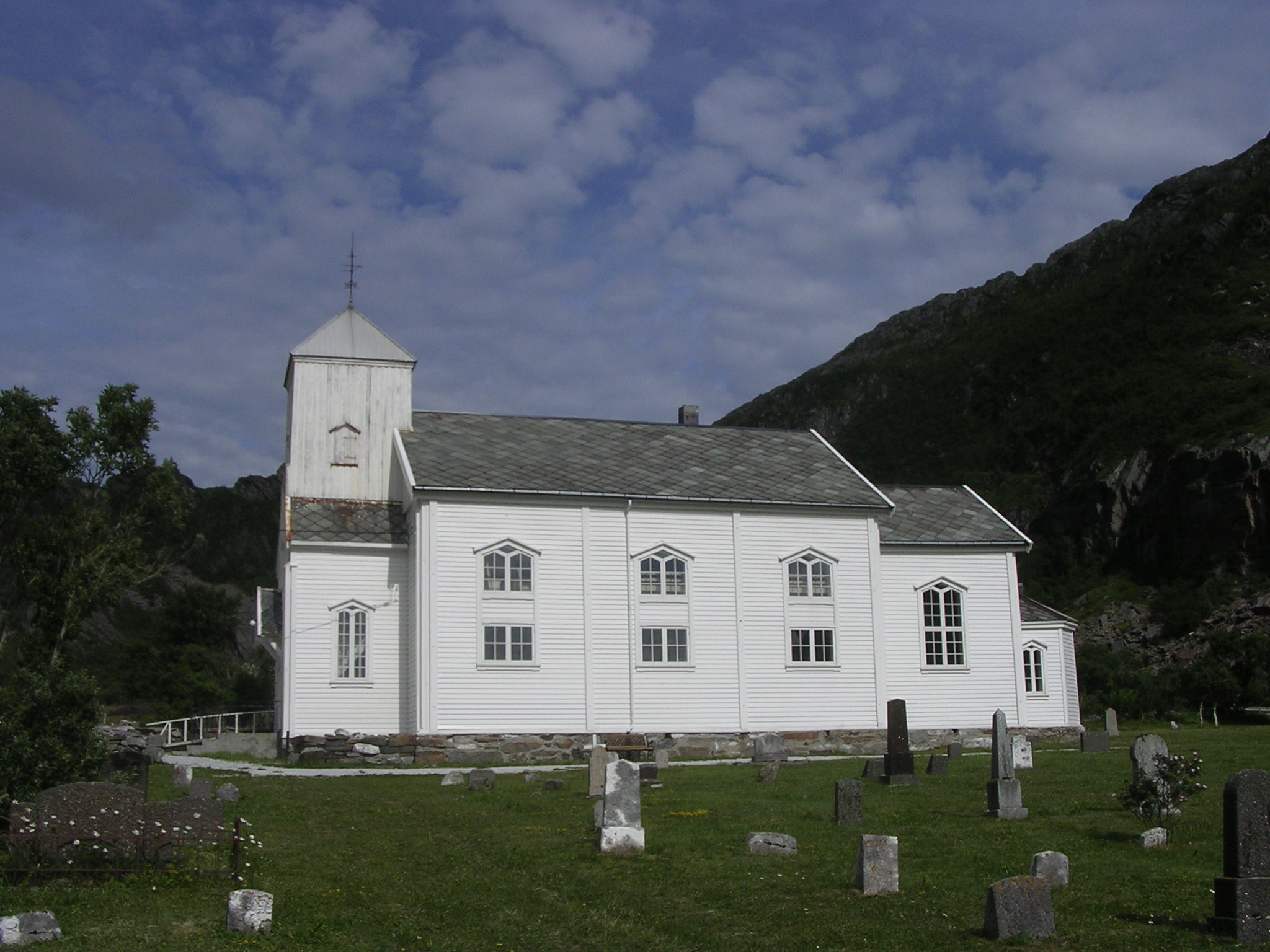
Церковь в Нордвике

Но́рдвик — бывшая коммуна в фюльке Нурланн Норвегии. Расположена в современной коммуне Дённа. Коммуна охватывает большую часть острова Дённа, а также Вандве, Скорпу и многие окружающие острова. В коммуне находятся две церкви.

## История
Коммуна была создана из северной части коммуны Херёй 1 июля 1917 года. В то время население Нордвика составляло 1 530 жителей.
1 января 1962 года Нордвик стал частью новой коммуны Дённа. Перед слиянием в Нордвике проживало 1 293 жителя.